# Sooß
Sooß ist eine Marktgemeinde mit 1077 Einwohnern (Stand 1. Jänner 2025) im Bezirk Baden in Niederösterreich.

## Geografie
Sooß liegt in der Thermenregion in Niederösterreich am Rand der Alpen gegen das Wiener Becken. Nördlich von Sooß liegt Baden bei Wien, südlich Bad Vöslau. Das Gebiet steigt vom Wiener Becken im Osten in einer Höhe von 250 Meter über dem Meer nach Westen auf über 700 Meter an. Die Fläche der Marktgemeinde umfasst rund fünfeinhalb Quadratkilometer. Mehr als die Hälfte der Fläche sind bewaldet, fast ein Viertel sind Weingärten, zehn Prozent werden landwirtschaftlich genutzt.

### Gliederung
Es existieren keine weiteren Katastralgemeinden.

### Nachbargemeinden
| Alland |                                             | Baden |
|        | Kompassrose, die auf Nachbargemeinden zeigt |       |
|        | Bad Vöslau                                  |       |

## Geschichte
Im Mesozoikum war das Gebiet von einem Meer überflutet. Die Überreste kleiner Lebewesen und die Ablagerungen aus dem umliegenden Festland schufen einen stark lehmigen Boden, der die Basis für den Weinbau ist.
Funde aus der Zeit zwischen 3000 und 2200 vor unserer Zeitrechnung belegen, dass die Gegend in der Jungsteinzeit von Menschen besiedelt wurde.
Bereits zur Zeit des Königreichs Noricum wurde hier im 2. vorchristlichen Jahrhundert Wein kultiviert. In der folgenden Zeit der römischen Provinz Noricum soll es bereits eine Ansiedlung gegeben haben. Grund für die Ansiedlung dürfte die Lage an drei Quellen gewesen sein. Aus der lateinischen Bezeichnung sassa as tres fontes (Siedlung bei den drei Brunnen) entstand der Name „Sooß“.
Erstmals urkundlich erwähnt wird Sooß um 1200 im Traditionsbuch des Zisterzienserklosters Heiligenkreuz.
Im Jahr 1319 wird auf einem von Abt Herbord von Klein-Mariazell geschenkten Grund die Annakirche gebaut.
Nach der Aufhebung des Stiftes Klein-Mariazell im Jahr 1785 fällt Sooß an die Herren von Rauhenstein und wird 1848 eine selbständige Gemeinde.
Im Jahrzehnt 1880 bis 1890 wurden sämtliche Weingärten in Sooß von der Reblaus befallen und vernichtet. Die Pflanzung von gegen die Reblaus resistenten Reben war die Grundlage für den modernen Weinbau.
Im Jahr 1957 wird Sooß zur Marktgemeinde erhoben.

### Einwohnerentwicklung
Die starke Zunahme der Bevölkerungszahl von 1991 bis 2001 beruht auf einer starken Zuwanderung.
| Sooß: Einwohnerzahlen von 1869 bis 2025             | Sooß: Einwohnerzahlen von 1869 bis 2025 | Sooß: Einwohnerzahlen von 1869 bis 2025 | Sooß: Einwohnerzahlen von 1869 bis 2025 | Sooß: Einwohnerzahlen von 1869 bis 2025 |
| --------------------------------------------------- | --------------------------------------- | --------------------------------------- | --------------------------------------- | --------------------------------------- |
| Jahr                                                |                                         |                                         |                                         | Einwohner                               |
| 1869                                                | 1869                                    |                                         | 497                                     | 497                                     |
| 1880                                                | 1880                                    |                                         | 654                                     | 654                                     |
| 1890                                                | 1890                                    |                                         | 693                                     | 693                                     |
| 1900                                                | 1900                                    |                                         | 791                                     | 791                                     |
| 1910                                                | 1910                                    |                                         | 889                                     | 889                                     |
| 1923                                                | 1923                                    |                                         | 779                                     | 779                                     |
| 1934                                                | 1934                                    |                                         | 731                                     | 731                                     |
| 1939                                                | 1939                                    |                                         | 779                                     | 779                                     |
| 1951                                                | 1951                                    |                                         | 786                                     | 786                                     |
| 1961                                                | 1961                                    |                                         | 814                                     | 814                                     |
| 1971                                                | 1971                                    |                                         | 882                                     | 882                                     |
| 1981                                                | 1981                                    |                                         | 935                                     | 935                                     |
| 1991                                                | 1991                                    |                                         | 866                                     | 866                                     |
| 2001                                                | 2001                                    |                                         | 1.093                                   | 1.093                                   |
| 2011                                                | 2011                                    |                                         | 1.115                                   | 1.115                                   |
| 2021                                                | 2021                                    |                                         | 1.023                                   | 1.023                                   |
| 2025                                                | 2025                                    |                                         | 1.077                                   | 1.077                                   |
| Quelle(n): Statistik Austria, Gebietsstand 1.1.2021 |                                         |                                         |                                         |                                         |

## Kultur und Sehenswürdigkeiten

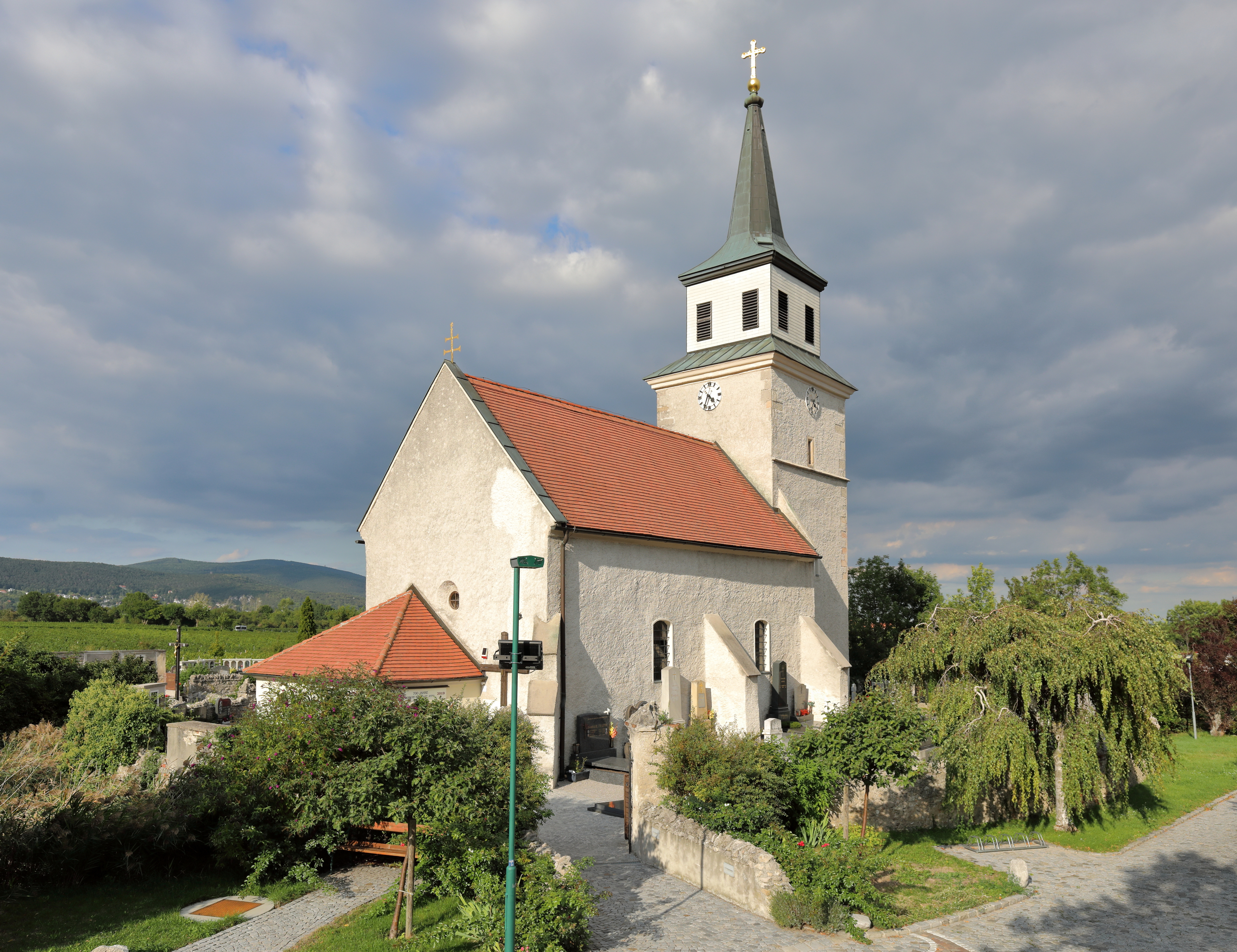
Pfarrkirche Sooß

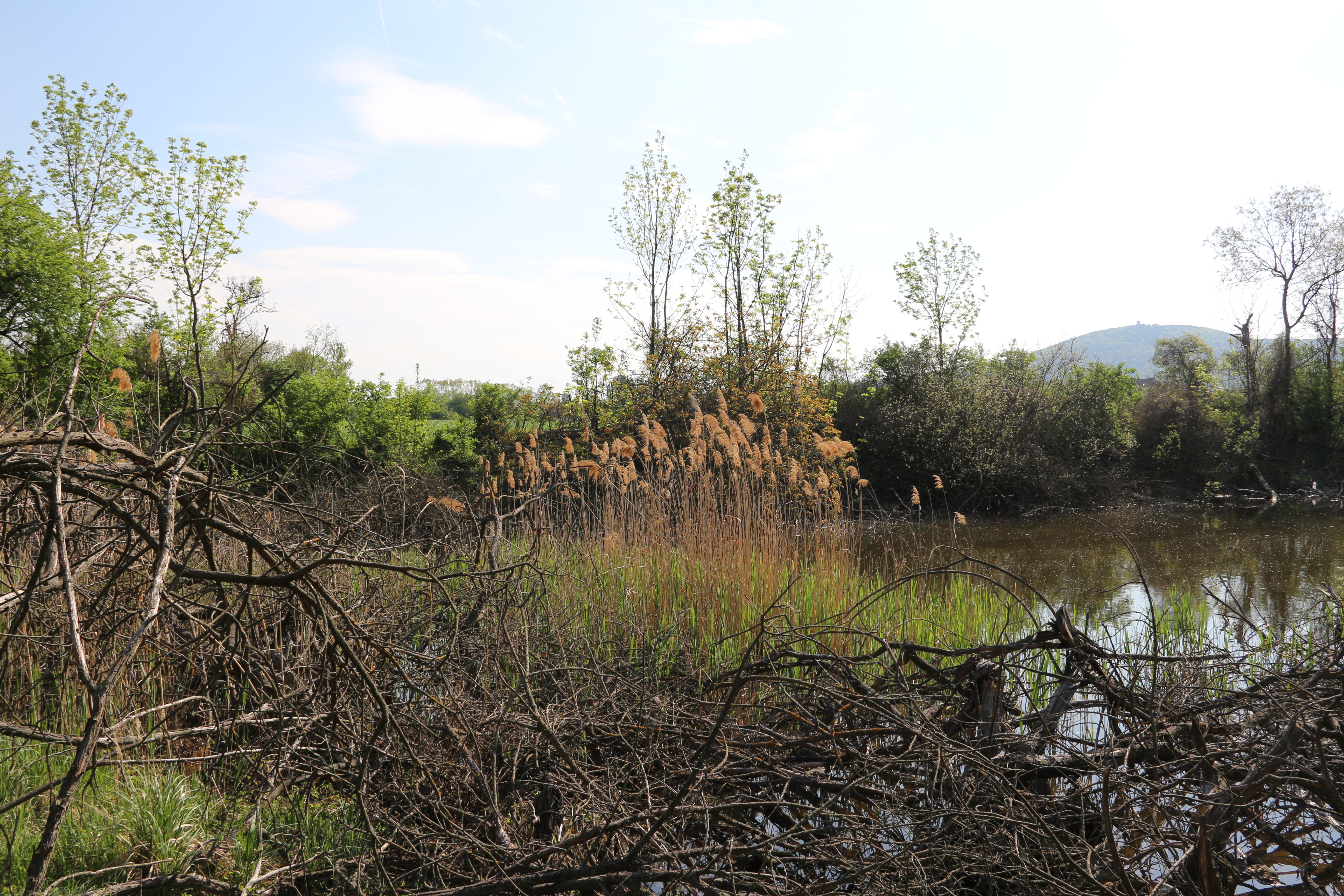
Feuchtbiotop Haasteich

- Katholische Pfarrkirche Sooß hl. Anna: Die spätgotische Chorturmkirche wurde im 15. Jahrhundert errichtet und zur Barockzeit verändert. Sie befindet sich im Norden des Ortes auf freiem Feld, inmitten des ummauerten, im Norden, Osten und Westen von einem Graben umgebenen Friedhofs.
- Martinekkaserne

Naturdenkmäler
- Feuchtwiese Sooß
- Feuchtbiotop Haasteich

## Wirtschaft und Infrastruktur
Sooß ist bekannt für seinen Weinbau.

### Wirtschaftssektoren
Von den 37 landwirtschaftlichen Betrieben des Jahres 2010 wurden 25 im Haupterwerb geführt. Im Produktionssektor arbeiteten 14 der 15 Erwerbstätigen im Baugewerbe. Der größte Arbeitgeber im Dienstleistungssektor waren der Bereich Beherbergung und Gastronomie gefolgt von freiberuflichen Tätigkeiten (Stand 2011).
| Wirtschaftssektor            | Anzahl Betriebe | Anzahl Betriebe | Erwerbstätige | Erwerbstätige |
| Wirtschaftssektor            | 2011            | 2001            | 2011          | 2001          |
| ---------------------------- | --------------- | --------------- | ------------- | ------------- |
| Land- und Forstwirtschaft 1) | 37              | 67              | 50            | 71            |
| Produktion                   | 3               | 5               | 15            | 33            |
| Dienstleistung               | 104             | 65              | 191           | 181           |

1) Betriebe mit Fläche in den Jahren 1999 und 2010

### Berufspendler
Von den über 500 in Sooß lebenden Erwerbstätigen arbeiten dreißig Prozent in der Gemeinde, siebzig Prozent pendeln aus.

### Verkehr
- Eisenbahn: Durch den Osten der Gemeinde verläuft die Südbahn. Der am nähersten gelegene Bahnhof ist etwa zweieinhalb Kilometer entfernt in Bad Vöslau.[9]
- Straße: Die Bad Vöslauer Straße verbindet Sooß mit Bad Vöslau im Süden und Baden im Norden. Die Südautobahn ist in etwa drei Kilometer Entfernung über die Auffahrt Bad Vöslau erreichbar.

### Öffentliche Einrichtungen
In Sooß befindet sich ein Kindergarten und eine Volksschule.

## Politik

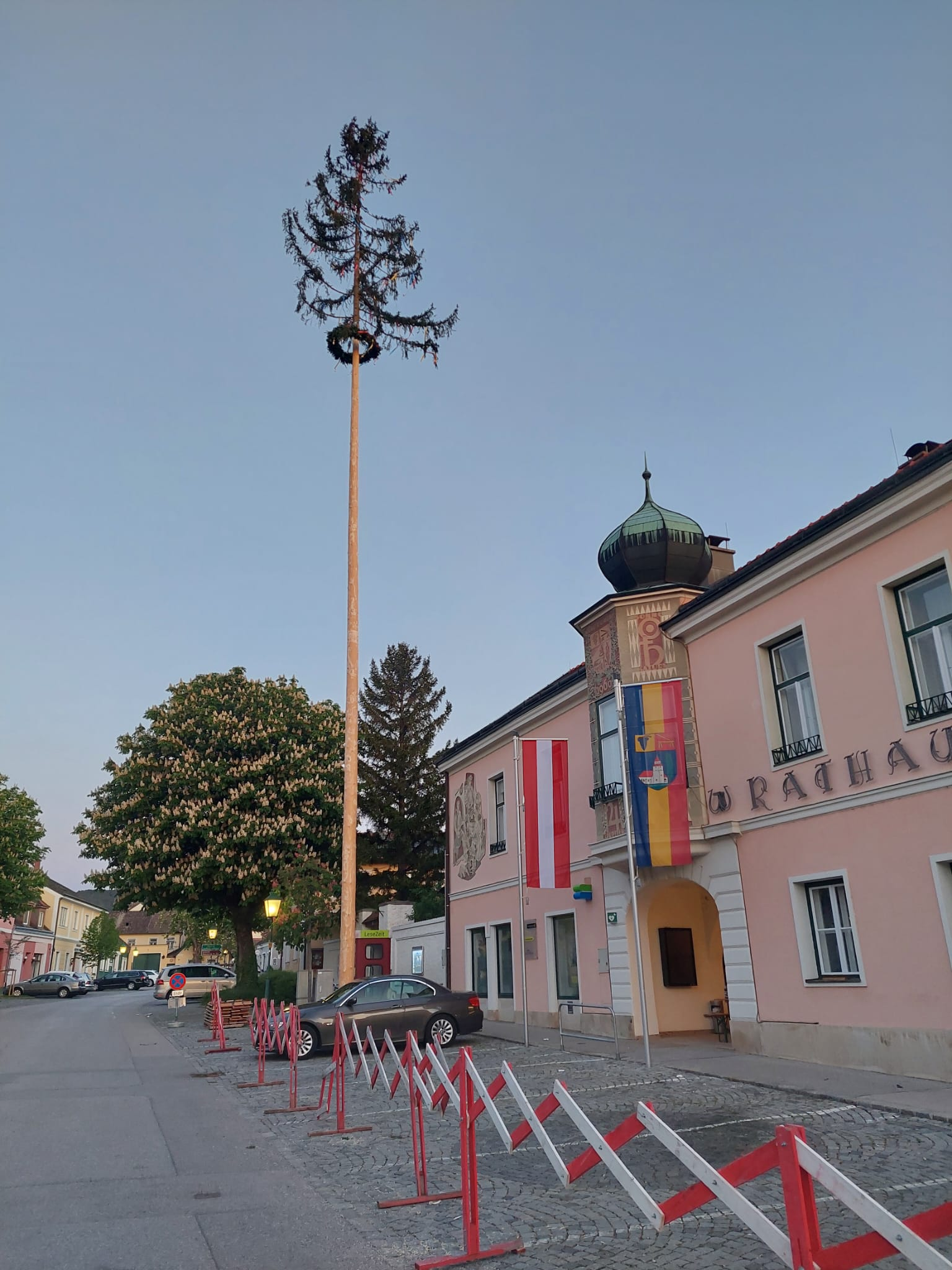
Rathaus (Paulahof) Sooß

### Gemeinderat
Der Gemeinderat hat 19 Mitglieder.
- Nach den Gemeinderatswahlen in Niederösterreich 1990 hatte der Gemeinderat folgende Verteilung: 11 ÖVP und 4 SPÖ.
- Nach den Gemeinderatswahlen in Niederösterreich 1995 hatte der Gemeinderat folgende Verteilung: 11 ÖVP, 3 SPÖ und 1 FPÖ.[12]
- Nach den Gemeinderatswahlen in Niederösterreich 2000 hatte der Gemeinderat folgende Verteilung: 11 ÖVP, 3 SPÖ und 1 FPÖ.[13]
- Nach den Gemeinderatswahlen in Niederösterreich 2005 hatte der Gemeinderat folgende Verteilung: 14 ÖVP und 5 SPÖ.[14]
- Nach den Gemeinderatswahlen in Niederösterreich 2010 hatte der Gemeinderat folgende Verteilung: 9 ÖVP, 5 PRO, 3 SPÖ und 2 WISO.[15]
- Nach den Gemeinderatswahlen in Niederösterreich 2015 hatte der Gemeinderat folgende Verteilung: 9 ÖVP, 8 PRO und 2 SPÖ.[16]
- Nach den Gemeinderatswahlen in Niederösterreich 2020 hatte der Gemeinderat folgende Verteilung: 12 ÖVP, 5 PRO und 2 SPÖ.[17]
- Nach den Gemeinderatswahlen in Niederösterreich 2025 hat der Gemeinderat folgende Verteilung: 13 ÖVP, 3 PRO, 2 SPÖ und 1 FPÖ.[18]

### Bürgermeister
- 1985–2005 Engelbert Fischer (ÖVP)[19]
- 2005–2025 Helene Schwarz (ÖVP)[20]
- seit 2025 Hermann Rauch (ÖVP)

### Wappen
Im Jahr 1957 erhielt Sooß sein Gemeindewappen.
Blasonierung: Dreigeteilter Schild mit Weintraube, Flachsbrechel und Ortskirche.

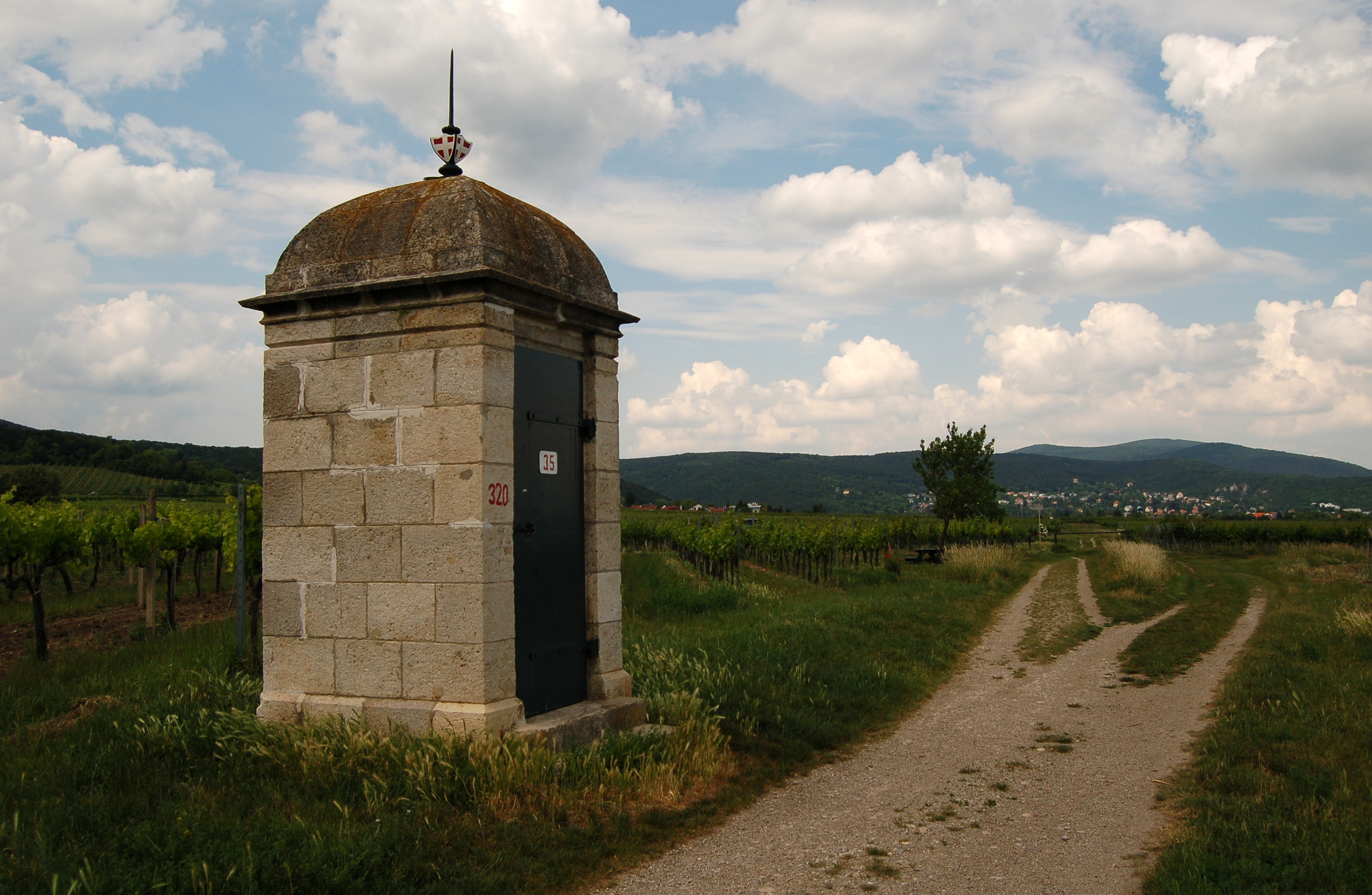
Gebäude der I. Wiener Hochquellwasserleitung in Sooß.

## Persönlichkeiten

### Söhne und Töchter der Gemeinde
- Alois Mentasti (1887–1958), Politiker (SPÖ) und Weinhauer, Abgeordneter zum Landtag, Abgeordneter zum Nationalrat und Unterstaatssekretär für Land- und Forstwirtschaft
- Leopold Fischer (1903–1982), Politiker (ÖVP) und Weinhauer
- Anton Schlager (1921–1997), Landwirt, Politiker (ÖVP) und Abgeordneter zum Nationalrat
- Josef Kolbinger (1924–1985), Wirtschaftswissenschaftler

### Mit der Gemeinde verbundene Persönlichkeiten
- Oskar Lenz (1848–1925), Afrikaforscher, Mineraloge und Geologe
- Axel Melchior (* 1981), Politiker (ÖVP)
- Natascha Rusnachenko (* 1969), Handballspielerin
- Elisabeth Schawerda (* 1940), Lyrikerin

## Sonstiges
Durch Sooß verläuft die I. Wiener Hochquellenwasserleitung.